# Pachyleuctra
Pachyleuctra is een geslacht van steenvliegen uit de familie naaldsteenvliegen (Leuctridae). De wetenschappelijke naam van het geslacht is voor het eerst geldig gepubliceerd in 1929 door Despax.

## Soorten
Pachyleuctra omvat de volgende soorten:
- Pachyleuctra benllochi (Navás, 1917)
- Pachyleuctra bertrandi Aubert, 1952
- Pachyleuctra ribauti (Despax, 1929)